# Леганес
Леганѐс (на испански: Leganès) е град в Испания, намиращ се в автономната област Мадрид.
Разположен е в ниска, хълмиста долина между реките Мансанарес и Гуадарама, на 11 км югоизточно от испанската столица.

## Население
Населението на Леганес е 187 720 жители (по данни към 1 януари 2017 г.). Преобладава работническата класа, голям е броят и на имигрантите (12%), главно от Източна Европа и Южна Америка. Румънската общност е най-голяма (над 4000 души).
По брой на население, Леганес е на 34-то място в Испания.

## Спорт
Най-популярният спорт в града е футболът. Местният отбор КД Леганес, никога не е играл в Примера дивисион и има 11 участия във втора лига. В сезон 2016/2017 г. Леганес играе за първи път в Примера дивисион.
Карлос Састре, победителят в най-престижното колоездачно състезание в света Обиколката на Франция за 2008 е роден и израснал тук.

## Интересни факти
- В Леганес на 3 април 2004, при опит да бъдат арестувани, в тайна квартира се самовзривяват петима терористи, заподозрени за Атентатите В Мадрид от 11 март 2004. При взрива загива и един полицай.
- Леганес е свързан с Мадрид с една от линиите на Мадридското метро.
- В Леганес има улица наречена AC/DC, в чест на прочутата австралийска рокгрупа, която посещава града за официалното откриване. Табелите на улицата често са ставали обект на кражби, преди кметството да реши да ги замести с надписи на самите сгради, вместо да ги сменя ежеседмично.
- В Леганес се намира най-големият азиатски ресторант в Европа.